# Ondřej Křižan
Ondřej Křižan (* 1944 Hranice), uváděn jako Andrej Hasilík nebo Ondřej Křižan–Hasilík je emeritní profesor fyziologické chemie na Philipps University Marburg. Původem z moravského rodu Křižanů, vystudoval chemii na vysoké škole technické v Bratislavě, od roku 1970 žije a působí v Německu (Marburg), autor mnoha odborných textů a spoluautor elektronické publikace CLAY-EVA volá Londýn o paradesantní skupině CLAY.

## Život

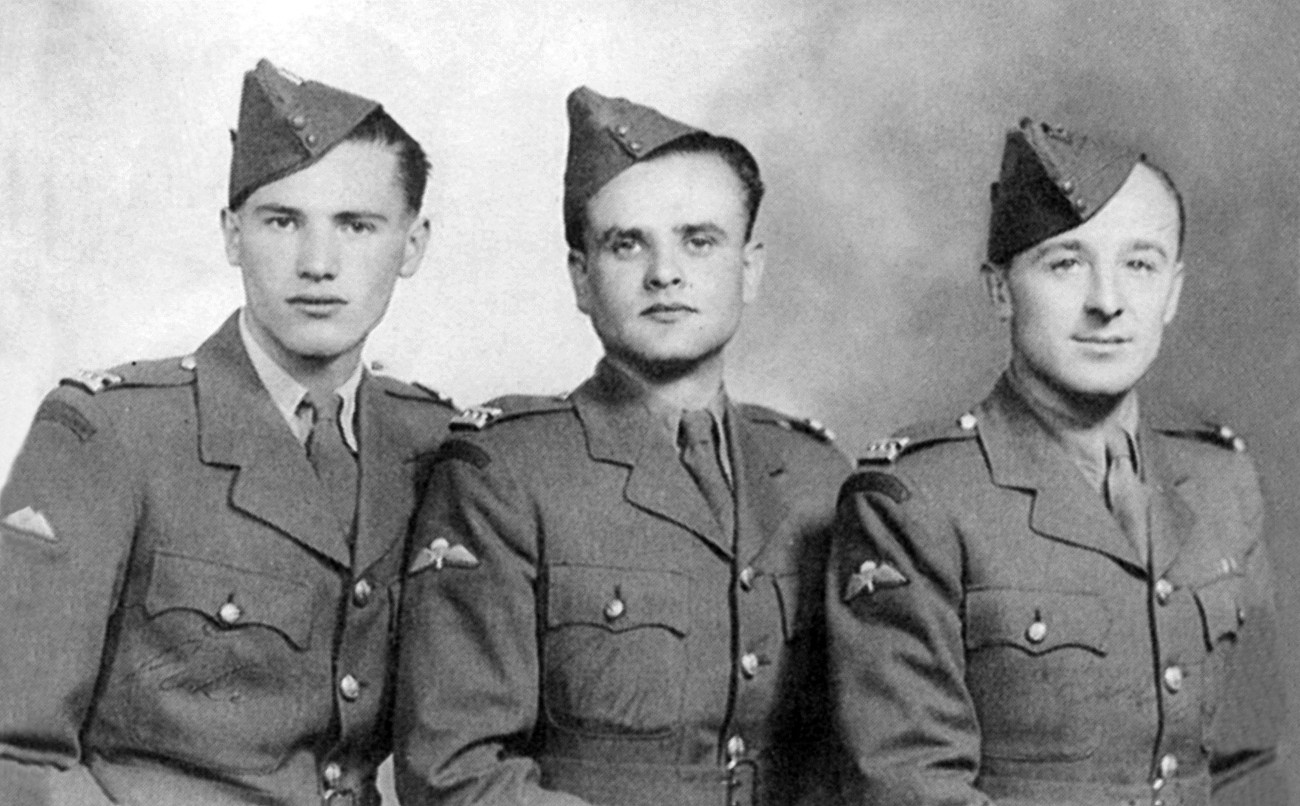
Členové paradesantního výsadku CLAY (Clay–Eva) před odchodem z Anglie (léto 1943): Čestmír Šikola, Jiří Štokman, Antonín Bartoš

### Rodinný původ
Ondřej Křižan se narodil v roce 1944 v Hranicích jako poslední potomek do rodiny podnikatele Jana Křižana staršího (1915–1951), rodáka z Valašského Meziříčí. Měl ještě další dva starší bratry: Jana Křižana (mladšího) a Jiřího Křižana (1941–2010). Jeho matkou byla Dagmar Křižanová (rozená Hasilíková, * 15. prosince 1919 Přerov – 2. října 2015 Valašské Meziříčí), která měla ještě bratra MUDr. Jana Hasilíka, který působil jako lékař na Slovensku (v Žilině). Rodiče Jan a Dagmar Křižanovi byli sezdáni v roce 1939.

### OtecJan Křižan

#### Podnikání, znárodnění a represe
Ondřejův otec Jan byl absolventem obchodní akademie v Brně (po maturitě ale nedokončil studium práv na Masarykově univerzitě) a vlastnil ve Valašském Meziříčí parní pilu a továrnu. Byl to rodinný podnik založený již Janovým otcem Janem Křižanem (1882–1941) v roce 1914. Po smrti Janova otce v roce 1941 se Jan stal hlavním majitelem pily poté, co se zadlužil, aby mohl splatit dědický podíl svým sestrám.
Parní pila sice patřila rodině Křižanových, ale byla spravována Vítkovickými železárnami, které za Protektorátu Čechy a Morava ovládali Němci. Ještě před únorem 1948 byla pila znárodněna, Jan Křižan se stal v jejím provozu řadovým zaměstnancem a to i přes jeho protesty, v jejichž důsledku byl nakonec (v roce 1948) z pily definitivně propuštěn.
Pokusil se soukromě hospodařit na pozemcích (10 hektarů) v Brankách, které patřily rodičům jeho manželky Dagmar. (Chtěl tam chovat nosná kuřata.) Tuto aktivitu mu komunisté znepříjemňovali uměle vykonstruovanými dluhy u berního úřadu a vysokými požadavky na odvody státu (tzv. kontingenty (na vajíčka) = v době řízeného hospodářství se jednalo o přesně stanovené dodávky zemědělských výrobků, kterou musel zemědělec odvést), které nemohl splnit.
Známost a kontakt s jedním americkým novinářem Janovu situaci ještě zhoršila. Byl sledován státní bezpečností (StB), kde jej evidovali nejen jako odpůrce komunismu, ale čelil nařčení i ze styku s kapitalistickým zahraničím. Politický vývoj v komunisty postupně ovládaném poválečném Československu a zničená vlastní existence jej přiměly k myšlence na emigraci s tím, že se snad časem podaří jeho rodině dostat se do ciziny za ním.

Předci Ondřeje Křižana
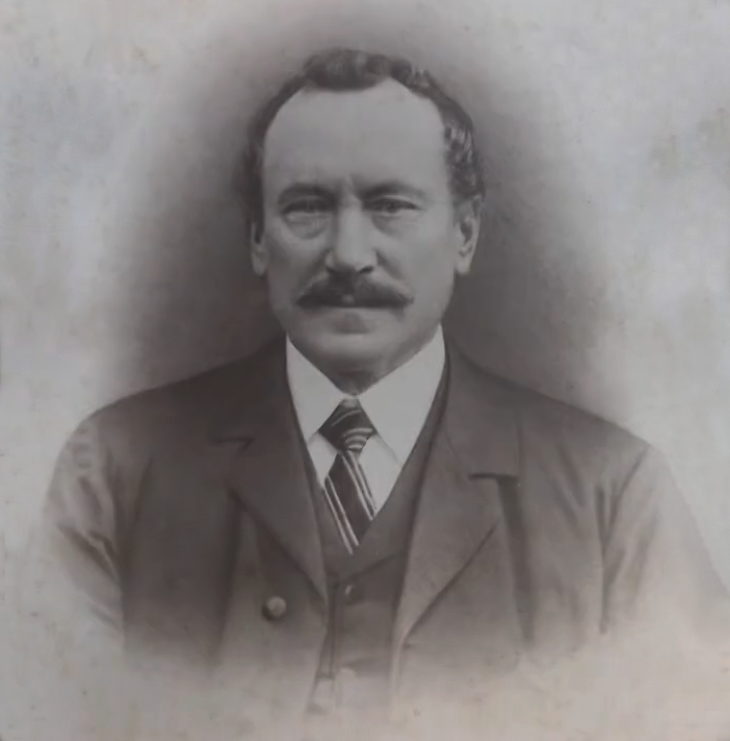
Pradědeček: rolník a obchodník se dřevem v Hodslavicích Jan Křižan starší (1843–1911)
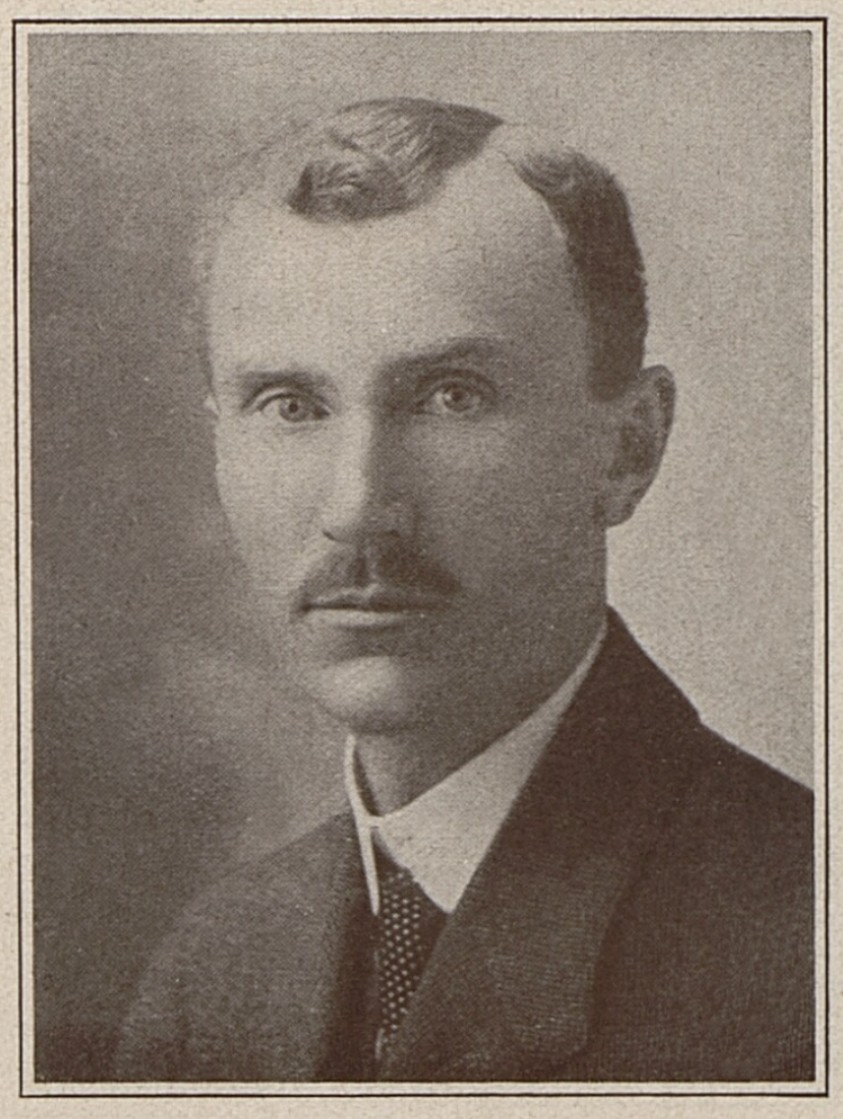
Dědeček: zakladatel parní pily v Krásně nad Bečvou Jan Křižan (1882–1941)
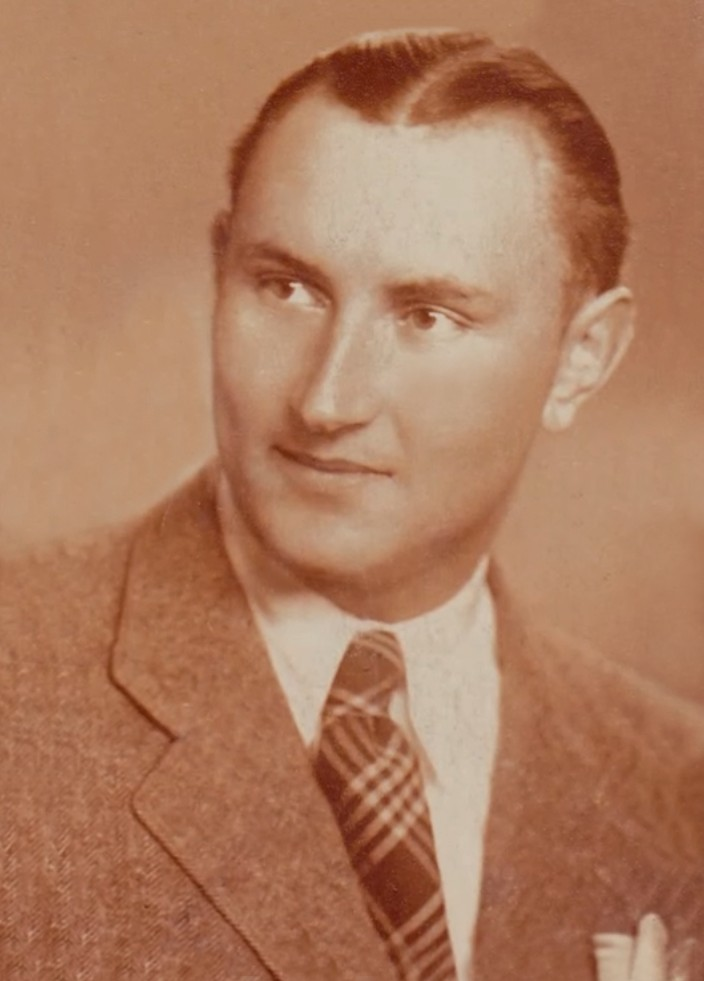
Otec: podnikatel Jan Křižan (1915–1951) odsouzený v politickém procesu k trestu smrti

#### František Boháč
Jan Křižan se spojil s bývalým majorem československé armády Františkem Boháčem, který po druhé světové válce působil jako vojenský instruktor v Hranicích a z armády byl propuštěn (na základě výsledků personálních čistek) v srpnu 1949. Boháč se narodil a vyrůstal v Chorvatsku, kde měl snoubenku, ale komunistický režim mu legální vycestování do Jugoslávie nepovolil. Na základě informací od svých kontaktů v Rakousku naplánoval František Boháč ilegální přechod hranic s Janem Křižanem v blízkosti Mikulova na Silvestra 1949 (v noci z 31. prosince 1949 na 1. ledna 1950), kdy oba logicky předpokládali snížený stupeň bdělosti pohraničníků.

#### Pokus o přechod hranic
Křižan a Boháč přijeli s řidičem Vladimírem Krejčiříkem automobilem do blízkosti hranice, kde byli nečekaně zastaveni dvojčlennou hlídkou pohraniční stráže, která jim přikázala následovat je. Dle nejasných (a dodatečně upravených) vyšetřovacích protokolů to byl Jan Křižan, kdo zastřelil v přestřelce velitele hlídky, vrchního strážmistra Václava Anschlaga. Vojína Edmunda Sziklaie, který přežil a později popsal přepadení, pak zranili údajně Křižan s Boháčem společně. Do Rakouska Křižan a Boháč sice přešli, ale tam byli v sovětské okupační zóně zadrženi tamní policií. Ta je obratem předala Sovětům a ti je dne 4. ledna 1950 deportovali v Mikulově zpět do Československa.

#### Soud a poprava
Hlavní přelíčení státního soudu Brno v kauze „Jan Křižan a spol.“ bylo veřejné a konalo se 12. až 14. prosince 1950 na zámku v Mikulově. Bývalý továrník Jan Křižan zde byl souzen jako třídní nepřítel, představitel buržoazie, vystupující aktivně proti socialistickému zřízení. Spolu s Křižanem a Boháčem (oba odsouzeni k trestu smrti provazem a popraveni v brněnské věznici na Cejlu dne 14. června 1951) bylo dalších sedm osob, označených jako pomocníci, odsouzeno k mnohaletým trestům odnětí svobody.

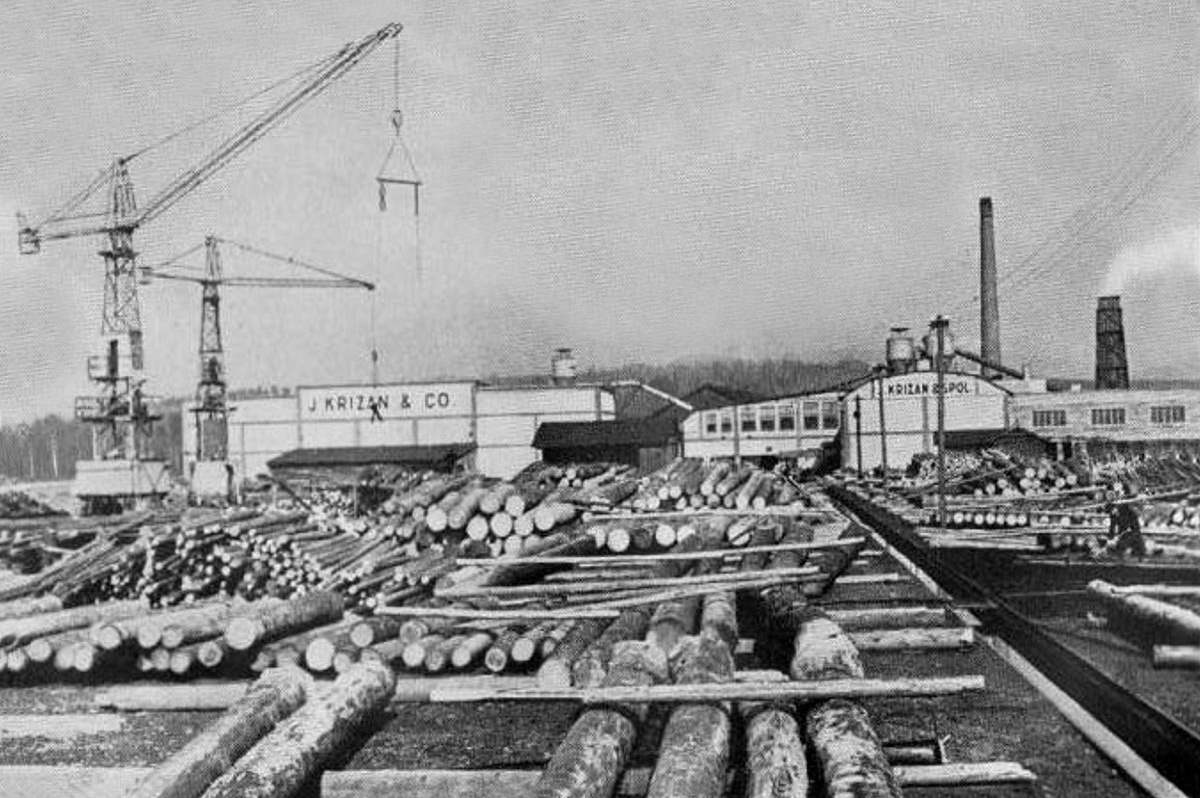
Pohled od západu na Křižanovu parní pilu v Krásně nad Bečvou (Valašském Meziříčí)
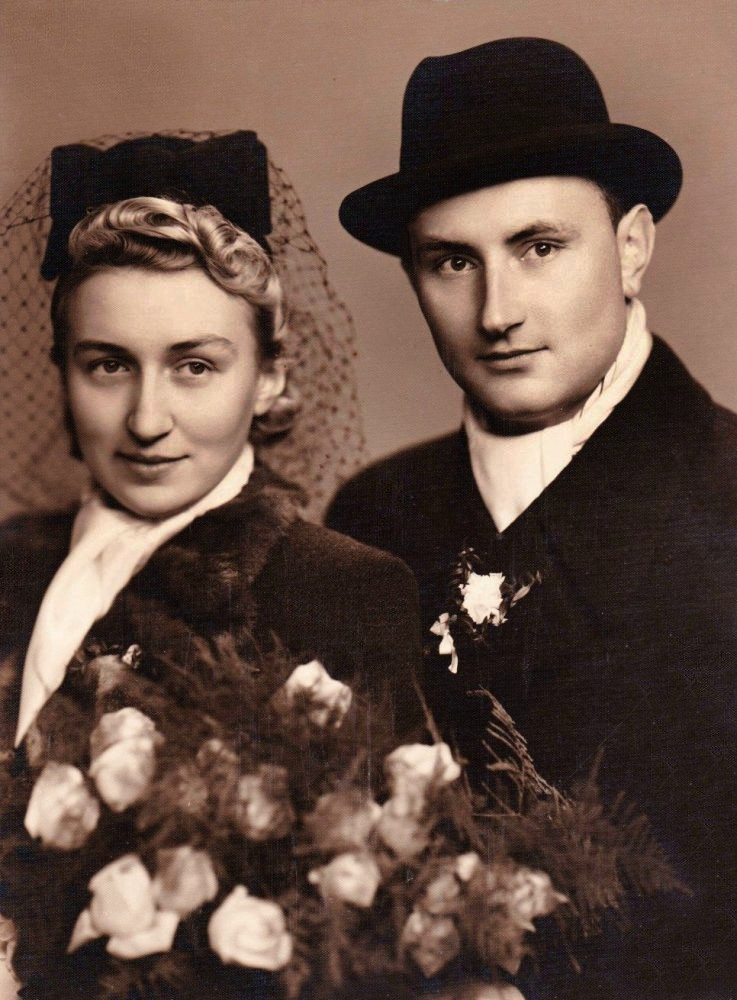
Svatební fotografie (prosinec 1939) Dagmar Křižanové, rozené Hasilíkové (1919–2015) a Jana Křižana (1915–1951)
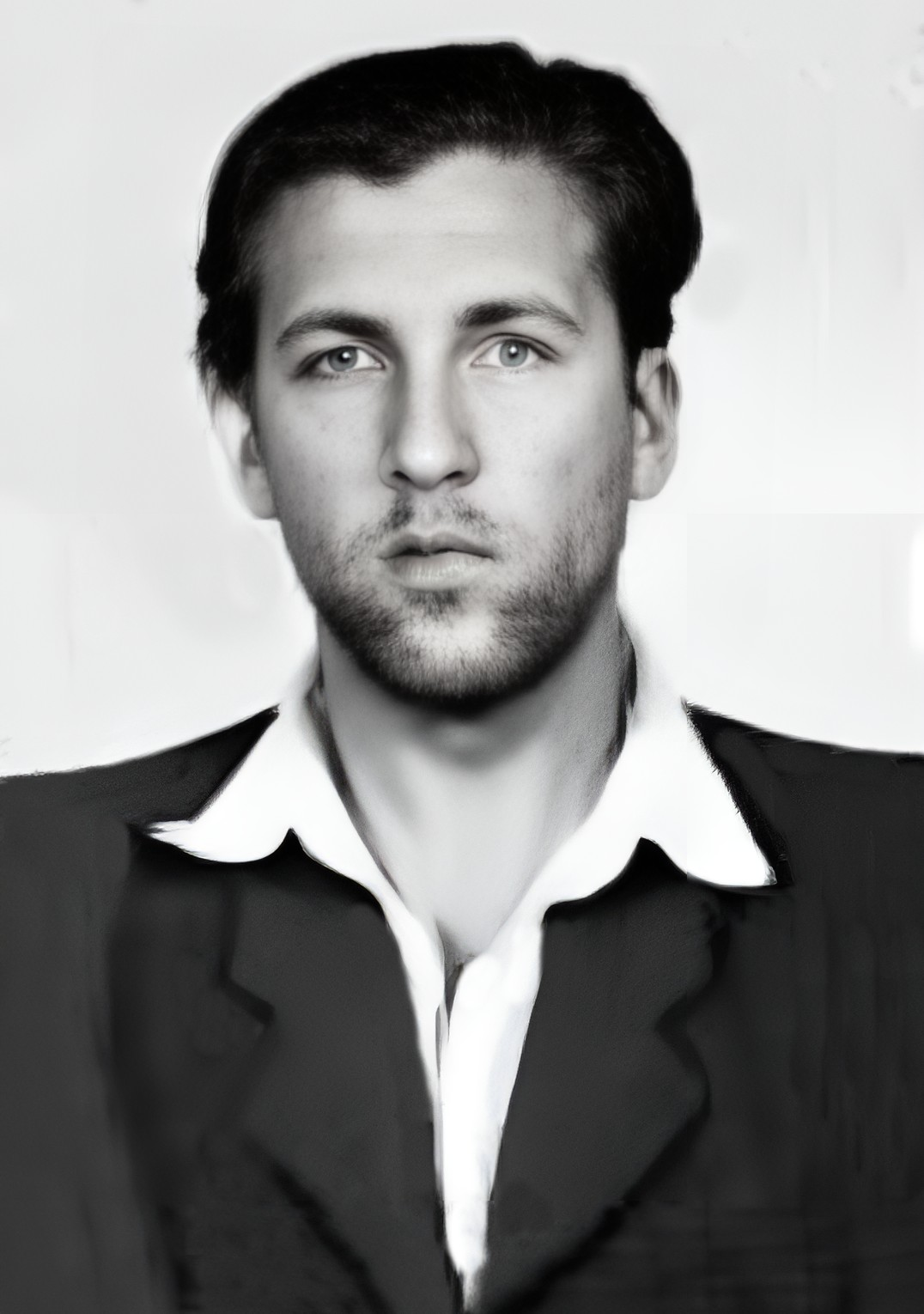
František Boháč (1914–1951)

### Matka Dagmar Křižanová
Manželka Dagmar Křižanová, která se netajila svými zápornými postoji ke komunistickému totalitnímu režimu, po manželově popravě musela opustit své místo v kanceláři a vykonávala manuální práci v komunálním podniku ve Valašském Meziříčí. Opakované kádrové prověrky a pohovory ji nakonec (po 5. prověrce v pořadí) „zařídily“ zdraví poškozující práci s chemickými látkami v čistírně oděvů. Tam ji výpary z čisticích prostředků narušily játra. Díky lékařskému posudku toto zaměstnání nesměla provozovat a pak pracovala na točně u železnice na nádraží. Totalitní systém si „pohlídal“ i odepření přístupu k vyššímu vzdělání u jejích třech synů.

### Ondřej Křižan (studia a emigrace)
Ondřej Křižan absolvoval (jako premiant) v roce 1958 osmiletku (závěrečnou zkoušku vykonal na samé výborné), ale nebyl přijat ani na učiliště elektroniky u Tesly v Rožnově pod Radhoštěm. Cesta ke vzdělání se mu otevřela poté, co jej rodina jeho strýce MUDr. Jana Hasilíka a jeho ženy Viery v Žilině v roce 1958 adoptovala. Ondřej získal příjmení Hasilík (dívčí jméno jeho matky), složil maturitu v Žilině, na slovenské technické vysoké škole v Bratislavě studoval (v období od srpna 1962 do června 1967) chemii a tam také začal pracovat na své doktorandské práci. Nakonec získal titul Dipl. Ing. v oboru biotechnologie.[zdroj?]
V roce 1969 emigroval Ondřejův nejstarší bratr Jan Křižan (mladší). Ondřej Křižan–Hasilík odešel z Československa v roce 1970 se svojí manželkou Hanou Hasilíkovou přes Jugoslávii do Rakouska.

### Bratr Jiří Křižan
V Československu zůstal pouze Jiří Křižan (1941–2010), pozdější novinář a filmový scenárista, spoluautor manifestu Několik vět a poradce prezidenta Václava Havla. Jiří Křižan byl v roce 1958 těsně před maturitou vyloučen kvůli svým politickým postojům ze studia na gymnáziu. Jiří pak prošel několik dělnických profesí, pracoval i jako havíř v ostravských dolech, kde díky jednodennímu zpoždění nástupu do směny unikl smrti v důlním závalu. Příběh svého otce Jana Křižana i celé své rodiny zachytil koncem 60. let 20. století Jiří Křižan v autobiografické novele Stín. Normalizace sice jejímu prvnímu vydání (plánovanému na rok 1970) v Československu zabránila, ale dílo v překladech vyšlo v zahraničí. Do formy filmového scénáře pak tento rodinný příběh přepsal Jiří Křižan po sametové revoluci a v roce 1990 podle něj režisér Martin Hollý (1931–2004) natočil film Tichá bolest (s Rudolfem Hrušínským v hlavní roli). V originále novelu Stín vydala 8 let po smrti Jiřího Křižana Knihovna Václava Havla v roce 2018.

### Ondřej Křižan (v emigraci)
Po emigraci získal Ondřej Křižan-Hasilík místo nejprve na univerzitě v Utrechtu, dále působil ve Freiburku a Regensburgu a dva roky rovněž ve Spojených státech. Řadu let vedl biochemickou katedru na Lékařské fakultě v Münsteru. Od dubna 1994 působil na Philippsově univerzitě v Marburgu (Philipps-Universität Marburg), kde je emeritním profesorem fyziologické chemie.
Pod jménem Andrej Hasilík (respektive Hasilik) publikoval asi 200 odborných článků převážně s problematikou biogeneze lysozomů. Po sametové revoluci v Československu byla jeho žádost o zrušení původní adopce a získání původního příjmení po otci (Křižan) zamítnuta. Stejně zamítavé stanovisko vyřkl Mezinárodní soud pro lidská práva ve Štrasburku a zamítnutí ve stejné věci se dočkal rovněž i od německých úřadů. Po změně občanského zákoníku, který umožňoval adopci dospělých osob, byl Andrej Hasilík adoptován kolem roku 2014 svojí 95 let starou matkou.
V roce 2009 odešel Ondřej Křižan-Hasilík do starobního důchodu. Se svojí manželkou Hanou měl dva syny. Jeho manželka měla umělecké sklony (sochařství). Ondřej Křižan se zabýval genalogií svého a manželčina rodu. Pod jménem Ondřej Křižan-Hasilík se stal spoluautorem elektornické knihy (druhým autorem je Jiří Daněk) s názvem CLAY-EVA volá Londýn (nakladatelství p3K Praha 2019, ISBN 978-80-270-5805-1). Publikace pojednává o osudech československých výsadkářů z paradesantní skupiny CLAY vycvičených ve Velké Británii a vysazených na východní Moravě, jejichž úkolem bylo v letech 1944 až 1945 zaktivizovat zdejší hnutí protiněmeckého odporu, organizovat zpravodajskou činnost, připravovat povstání a obnovit spojení s Londýnem pomocí radiostanice EVA.
Společně s manželkou Hanou (na základě jejích nápadů) vyvinul analogové a virtuální geometrické hry pojmenované jako cardandcube.